# Casa dos Estudantes do Império
La Casa dos Estudantes do Império era una casa comuna on els estudiants portuguesos, angolans, capverdians i moçambiquesos, i possiblement també de Goa, creada pels interessos de les colònies portugueses. La seu es trobava a l'Avenida Duque a'Ávila número 23 de Lisboa.

## Antecedents
La Casa dos Estudantes do Império era finançada pel govern portuguès com una forma de donar suport als estudiants de les colònies portugueses que estaven a Lisboa per als seus estudis superiors. Tot i que molts brasilers van visitar la casa, era sobretot un lloc de trobada per als estudiants africans.
La casa oferia, a més d'una cafeteria, atenció mèdica, així com un programa cultural i esportiu. La unió es va produir al voltant de 1944 a 1945 i fou el resultat de la fusió de la Casa dos Estudantes de Angola (est. 1943), la Casa dos Estudantes de Moçambique (fundada en 1944) i la Casa dos Estudantes de Cabo Verde (est. 1944) s proposta del llavors ministre de colònies Francisco Vieira Machado per tal de propagar les bondats del colonialisme portuguès entre les futurs elits de les colònies. El seu lema era "Oberta de Timor a Minho.
Tot i que la instal·lació era mantinguda pel govern portuguès va resultar ser, finalment el bressol del moviment nacionalista a les colònies. Amb l'augment de la tensió a les colònies, la casa va esdevenir un lloc de trobada d'estudiants de Guinea, Angola i Moçambic, on hi van discutir formes i idees de possible moviment d'independència. Els historiadors veuen la casa com el nucli dels moviments d'independència lusoafricans. Entre altres estudiaren a la casa Amílcar Cabral (fundador del PAIGC), Lúcio Lara (Secretari General del MPLA), Agostinho Neto (primer president d'Angola) i Marcelino dos Santos (fundador del FRELIMO).
Des de 1948 va editar la revista mensual Mensagem es va emetre, en la què nombrosos escriptors de les colònies van publicar les seves obres. Amb l'inici de la guerra d'independència el 1964, es va suspendre la publicació i a petició de la PIDE en 1965 fou clausurada la casa. Estudiants com Orlando de Albuquerque i Vítor Evaristo hi van escriure mols llibres.

## Membres coneguts
- Amílcar Cabral, creador del PAIGC
- Lúcio Lara, secretari general del MPLA
- Agostinho Neto, primer president d'Angola
- Marcelino dos Santos, fundador del FRELIMO
- Pedro Pires, President de Cap Verd
- Vasco Cabral, ministre de Capverd
- Mário Pinto de Andrade, membre fundador del MPLA
- Sérgio Vieira, membre fundador del FRELIMO, més tard president del Banco de Moçambique
- Luandino Vieira, escriptor angolès
- Manuel Rui Monteiro, escriptor angolès
- Rui Mingas, músic angolès
- António Jacinto, poeta angolès
- Óscar Monteiro, membre fundador del FRELIMO, ministre del govern de transició i del primer gabinet Machel
- José Craveirinha, poeta moçambiquès
- Joaquim Chissano, membre fundador del FRELIMO, posteriorment president de Mosambiks
- Miguel Trovoada, membre fundador del MLSTP, primer ministre i president de São Tomé i Príncipe
- Francisco José Tenreiro, escriptor santomesenc
- Alda Lara, poeta angolès
- Pepetela, escriptor angolès[3]